# پرویز سنگ
پرویز سنگ سیاست‌مدار ایرانی بود، که در  دوره بیست و سوم  به‌عنوان نماینده کردکوی در مجلس شورای ملی حضور داشت.